# 2016년 루이지애나 홍수
2016년 루이지애나 홍수는 2016년 8월 미국 루이지애나주 남부에서 일어난 홍수 사태이다. 아미테 강과 코미테 강을 포함한 대부분의 강이 범람했으며 강우량은 분당 510mm 이상을 기록하였다. 이 홍수로 인해 루이지애나주 주지사 존 벨 에드워즈는 "역사적이고 전례 없는 홍수 사건"이라 말하며 주 비상사태를 선포했다. 미국 연방재난관리청(FEMA)도 연방재난사태를 선포하고 구호 작업을 진행했다.